# 魔兽系列
魔兽系列是由暴雪娱乐所发布的一整套包括長篇小說、电子游戏及基于其他媒介的跨媒体系列作品。该系列由四款核心游戏：魔兽争霸：人类与兽人、魔兽争霸II：黑潮、魔兽争霸III：混乱之治、魔兽世界及一款卡牌游戏炉石传说：魔兽英雄传组成。前三款都是即时战略类游戏，对阵双方的玩家需要控制一整支虚拟队伍进行对战，是史上最成功的即時戰略遊戲系列之一。而后的一款是MMORPG游戏。除魔兽争霸：人类与兽人之外的其他游戏版本都有资料片，资料片中通常包含了新的内容以延长游戏寿命。魔兽争霸II的资料片是魔兽争霸II：黑暗之门，魔兽争霸III的资料片是魔兽争霸III：冰封王座，魔兽世界的资料片有燃烧的远征、巫妖王之怒、大地的裂变、熊猫人之谜、德拉諾之霸、軍臨天下、争霸艾泽拉斯和暗影国度。
玩家最初先进入《魔兽争霸: 兽人与人类》的艾泽拉斯。在这个世界中存在着一个名为“扭曲虚空”的地方。在此魔兽系列的历史里，荒芜的世界，魔法门被打开了。众所周知，世界上包含艾泽拉斯，德拉诺，阿古斯、卡瑞许以及克索诺斯(Xoroth)。

## 电子游戏
魔兽系列的前三款游戏及其资料片都是在PC和Mac OS双平台发布的。这三款都是RTS游戏，每一部的剧情都承接上一部，而且会推出新功能以提升游戏可玩性。魔兽争霸III是系列中第一部开始有典藏版的版本，之后的所有续作都有典藏版。魔兽争霸II是系列中第一部支持在战网上游戏的版本，虽然是游戏发布的几年之后才推出支持战网的版本。魔兽争霸II也是系列中第一部以“Battle合集”（Battle Chest）形式重新发售的版本，合集是包含游戏原版和资料片的捆绑版。魔兽争霸III和魔兽世界在初版发布之后也都有相应的“Battle合集”。魔兽争霸II的“战网”版同时也是系列中率先引入CD key验证的版本，用户必须购买游戏拥有自己的CD key才能连接到战网进行游戏。不过局域网对战并不需要CD key，虽然当时的猜测是以后的游戏都会如此，暴雪娱乐的另一款系列游戏星际争霸II中完全取消了局域网对战功能，只能通过战网进行游戏。
1998年，系列中原定于1997年发布的一款冒险游戏，魔兽争霸：氏族之王宣布取消。 
2004年，暴雪娱乐改变了系列一贯的即时战略游戏类型，发布了一款MMORPG游戏魔兽世界。需要持续付费才能玩，同时会定期地以补丁的形式为系列增加新的内容。魔兽世界很快便在世界范围内普及，在2008年的金氏世界紀錄中为最多付费用戶的MMORPG (大型多人在线角色扮演游戏)。2010年的巔峰期在全球范围内拥有1200万付费用戶。截止到2012年魔兽世界已经有了四部资料片。在星海爭霸II：自由之翼发布期间，暴雪联合创始人Frank Pearce说：“如果现在有团队有制作另一个魔兽争霸RTS游戏的话，我们也会考虑。目前我们没有从事相关工作，我们有开发大地的裂变、星海爭霸II：自由之翼、暗黑破壞神III的团队，当他们的项目结束后他们会立即讨论接下来该做什么。”
2012年，暴雪娱乐宣布了名为《炉石传说：魔兽英雄传》的免费交換卡片遊戲，因为要在年底发布，游戏的封测工作于2013年夏季开始。
2020年1月28日，基于《魔兽争霸III：混乱之治》和其拓展包《魔兽争霸III：冰封王座》的高清重置版《魔兽争霸III：重制版》正式上线。

## 其他媒介

### 桌上游戏
- 角色扮演遊戲由白狼遊戲的分支劍與魔法出版。
- board game由Fantasy Flight Games出版

### 集换式卡牌游戏
魔獸世界卡牌遊戲，2006-2013

### 小说
- 《血与荣耀（義大利語：Of Blood and Honor）》Of Blood and Honor（2000）
- 《巨龙时代（烏克蘭語：WarCraft: День дракона）》Day of the Dragon（2001）
- 《氏族之王（義大利語：Lord_of_the_Clans_(romanzo)）》Lord of the Clans（2001）
- 《最后的守护者（法语：Warcraft:_The_Last_Guardian）》The Last Guardian（2002）
- 《上古之战三部曲（西班牙语：Warcraft:_La_guerra_de_los_ancestros）》War of the Ancients Trilogy
  - 《永恒之井》The Well of Eternity（2004）
  - 《恶魔之魂》The Demon Soul（2005）
  - 《天崩地裂》The Sundering（2005）
- 《仇恨之轮（義大利語：Il ciclo dell'odio）》Cycle of Hatred（2006）
- 《战争编年史》The Chronicles of War（2010）
  - 《部落的崛起（英语：World of Warcraft: Rise of the Horde）》Rise of the Horde（2006）
  - 《黑暗之潮（英语：World of Warcraft: Tides of Darkness）》Tides of Darkness（2007）
  - 《黑暗之门（荷兰语：World of Warcraft: Beyond the Dark Portal）》Beyond the Dark Portal（2008）
- 《巨龙之夜》Night of the Dragon（2008）
- 《阿尔萨斯：巫妖王的崛起（英语：World of Warcraft: Arthas: Rise of the Lich King）》Arthas: Rise of the Lich King（2009）
- 《怒风》Stormrage（2010）
- 《毁天灭地：浩劫的前奏》The Shattering: Prelude to Cataclysm（2010）
- 《战争编年史》The Chronicles of War（2010）
- 《萨尔：龙王之暮》Thrall: Twilight of the Aspects（2011）
- 《狼之心》Wolfheart（2012）
- 《战争之潮》Tides of War（2012）

### 漫画
- 《太阳之井三部曲》The Sunwell Trilogy
- 《魔兽世界》World of Warcraft
- 《魔兽世界：灰烬使者》World of Warcraft: Ashbringer
- 《传奇》Warcraft: Legends
- 《死亡骑士》Warcraft: Death Knight
- 《法师》Warcraft: Mage
- 《萨满祭司》Warcraft: Shaman
- 《魔兽世界：狼人的诅咒》World of Warcraft: Curse of the Worgen
- 《魔兽世界：潘达利亚的珍珠》World of Warcraft: Pearl of Pandaria （未出版）
- 《魔兽世界：黑暗骑士》World of Warcraft: Dark Riders （未出版）
- 《魔兽世界：血誓》World of Warcraft: Bloodsworn （未出版）
- 《魔獸世界: 魔人普巫》World of Warcraft: Majin Buu（未出版）

### 改编电影
2006年5月9日，暴雪娱乐与传奇电影公司宣布合作拍摄一部魔兽背景的电影。
該片於2014年1月13日開始拍攝，由環球影業定於2016年6月10日在美國上映，而臺灣和中國大陸則先於2016年6月8日上映。

## 设定

### 世界
主条目：魔兽系列地名列表
魔兽系列的大部分故事发生在艾泽拉斯星球。魔兽系列中已知的其他星球有德拉诺（及其破碎遗迹，称为外域）、阿古斯、卡瑞许以及克索诺斯。另外还有提到几个抽象的空间，包括翡翠梦境、元素位面、扭曲虚空和无尽黑暗。系列的第一款游戏魔兽争霸：人类与兽人即发生在艾泽拉斯的人类王国。

### 主要种族和阵营
魔兽系列的主要种族只有人类和兽人，到了魔兽争霸II时期，增加了高等精灵、矮人、巨魔、食人魔、地精和龙。在魔兽争霸III中，包括新增加的暗夜精灵和牛頭人，以及燃烧军团的成员亡灵、恶魔等，4个可以由玩家操纵的种族势力被确立起来。其中包括：
1. 人类联盟，由人类，矮人，（高等）精灵组成。在资料片《冰封王座》中，由高等精灵的遗民组成的血精灵，也加入了人类联盟，但是在《冰封王座》的战役中，血精灵的领袖凯尔王子最终叛变，脱离了人类联盟。
2. 兽人部落，由兽人，巨魔和牛头人族组成。
3. 暗夜精灵，由暗夜精灵哨兵和德鲁伊组成。
4. 不死族，这个势力有较多的组成成分。从恶魔（恐惧魔王），被恶魔禁锢和扭曲的傀儡（巫妖，女妖），到被恶魔赋予永恒生命的堕落领袖（死亡骑士），以及信奉邪恶的各其他种族成员（侍僧，男巫），直到生活于地下的邪恶生物（地穴领主，地穴编织者）和单纯被制造或者召唤出来的尸体（食尸鬼，憎恶），和由阿薩斯使用藍龍的骨頭和肌腱變出來的冰霜巨龍，这样一个复杂的组成保证了在《魔兽争霸III》的故事主线中，不死族的无坚不摧。

然而，若包括在魔兽争霸III战役中出现的种族，这个数字可以增加到7个（包括高等精灵，纳迦和血精灵倖存者）.
在大型多人在线角色扮演游戏－《魔兽世界》中，共分为两大敌对阵营，分别为联盟与部落。联盟方由人类、矮人、暗夜精灵、侏儒组成；而部落则包含兽人、不死族、牛头人与巨魔四种族。在《燃烧的远征》资料片中，联盟方增加了德莱尼种族，而部落方增加了血精灵种族,《浩劫與重生》资料片中，联盟方增加了狼人种族，而部落方增加了地精种族。在《魔兽世界：熊猫人之谜》版本添加了不单属于联盟或部落的熊猫人，该种族可自选联盟或部落。在该游戏中，其余种族均作为游戏种族。

## 電子競技
魔獸爭霸III是電子競技的主要遊戲項目之一。最初的比賽採用魔獸爭霸III：混亂之治，當資料片發佈後比賽項目改用資料片。為確保競技中的平衡性，暴雪不斷發佈補丁更新遊戲單位的數據，最新版本為魔獸爭霸III：冰封王座1.30。（2018-8-10）
- 魔獸世界書籍
  - 黑暗之門
  - 巫妖王的崛起
  - 巨龍之夜

## 外部連結
- The Warcraft Encyclopedia （页面存档备份，存于）

us.battle.net/wow/en/